# Нортерн (тауншип, Миннесота)
Нортерн (англ. Northern) — тауншип в округе Белтрами, Миннесота, США. На 2000 год его население составило 4021 человек.

## География
По данным Бюро переписи населения США площадь тауншипа составляет 90,1 км², из которых 71,3 км² занимает суша, а 18,8 км² — вода (20,90 %).

## Демография
По данным переписи населения 2000 года здесь находились 4021 человек, 1469 домохозяйств и 1123 семьи.  Плотность населения —  56,4 чел./км².  На территории тауншипа расположена 1691 постройка со средней плотностью 23,7 построек на один квадратный километр. Расовый состав населения: 91,89 % белых, 0,22 % афроамериканцев, 5,37 % коренных американцев, 0,72 % азиатов, 0,02 % c Тихоокеанских островов, 0,22 % — других рас США и 1,54 % приходится на две или более других рас. Испанцы или латиноамериканцы любой расы составляли 0,80 % от популяции тауншипа.
Из 1469 домохозяйств в 39,0 % воспитывались дети до 18 лет, в 63,7 % проживали супружеские пары, в 9,3 % проживали незамужние женщины и в 23,5 % домохозяйств проживали несемейные люди. 17,4 % домохозяйств состояли из одного человека, при том 5,9 % из — одиноких пожилых людей старше 65 лет. Средний размер домохозяйства — 2,67, а семьи — 3,02 человека.
30,1 % населения — младше 18 лет, 8,6 % — в возрасте от 18 до 24 лет, 27,1 % — от 25 до 44, 24,3 % — от 45 до 64, и 9,9 % — старше 65 лет. Средний возраст — 35 лет. На каждые 100 женщин приходилось 102,5 мужчин.  На каждые 100 женщин старше 18 приходилось 97,7 мужчин.
Средний годовой доход домохозяйства составлял 44 535 долларов, а средний годовой доход семьи —  48 800 долларов. Средний доход мужчин —  35 375  долларов, в то время как у женщин — 21 884. Доход на душу населения составил 18 843 доллара. За чертой бедности находились 5,3 % семей и 7,1 % всего населения тауншипа, из которых 6,6 % младше 18 и 2,0 % старше 65 лет.